# Virginia Manzanera
Virginia Manzanera (Valladolid, 26 de marzo de 1965) es una ex gimnasta rítmica española que fue componente de la selección nacional de gimnasia rítmica de España en la modalidad de conjuntos (1982 - 1984) y en la individual (1985). Su logro más reseñable es la medalla de bronce obtenida en el Campeonato Europeo de 1984. Posteriormente fue entrenadora de gimnastas como Alicia Martín o Amaya Cardeñoso.
Es hermana de la también exgimnasta del conjunto español Laura Manzanera.

## Biografía deportiva

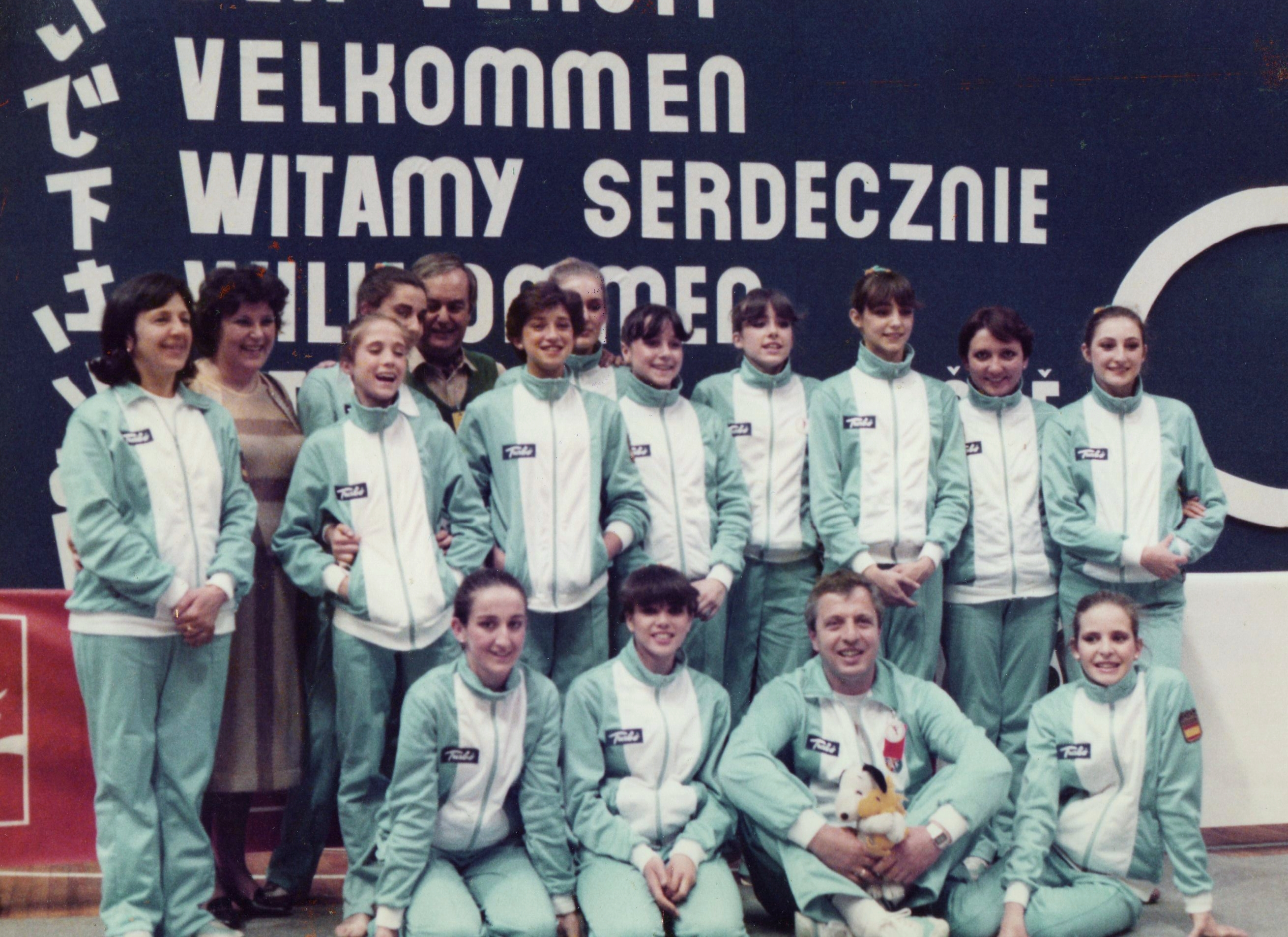
Virginia (cuarta a la izqda., tras Marta Bobo) con la selección en la Final de la Copa del Mundo de Belgrado (1983).

### Inicios
Comenzó a practicar gimnasia rítmica con 9 años de edad en el Club Vallisoletano de Valladolid, el único club de rítmica que existía entonces en la ciudad.
En 1978 logró la victoria en manos libres en la 2ª categoría en el Campeonato de España Individual, que se disputó ese año en Valladolid. En 1979 fue medalla de plata en la general individual en la 2ª categoría del Campeonato de España en Madrid. En 1980 fue 5ª en la general individual de la 1ª categoría en el Campeonato de España, disputado ese año en Alicante.

### Etapa en la selección nacional
Para 1980 entró a formar parte del conjunto español de gimnasia rítmica, en el que permanecería hasta que en 1985 pasa a la selección nacional individual. Allí entrenaría en el Gimnasio Moscardó de Madrid a las órdenes de la seleccionadora nacional Emilia Boneva y la entrenadora de conjuntos, Ana Roncero. Georgi Neykov era el coreógrafo del equipo y Violeta Portaska la pianista encargada de musicalizar en directo los montajes. En 1982, Manzanera participó como parte del conjunto español en el Campeonato Europeo de Gimnasia Rítmica de 1982 en Stavanger, donde fue 4ª. El conjunto de ese año concentrado en el Moscardó estaba integrado por Virginia, Mónica Alcaraz, Elena García, Isabel García, Victoria García y Dolores Tamariz, además de Pilar Domenech, María Fernández, María Martín y Sonia Somoza como suplentes. 
En 1983 compitió de nuevo con el conjunto en la Final de la Copa del Mundo en Belgrado, donde fue 4ª, y en el Campeonato Mundial de Estrasburgo, donde logró la 5ª plaza. El conjunto que había ido a la Copa del Mundo de Belgrado estaba integrado por Virginia, Elena García, Isabel García, Victoria García, Sonia Somoza y Dolores Tamariz, además de Pilar Domenech y María Fernández como suplentes. Sin embargo, tras Belgrado dejaron el conjunto Elena García y Victoria García, por lo que para el Mundial de Estrasburgo las gimnastas titulares fueron Virginia, la recién incorporada Pino Díaz, Pilar Domenech, María Fernández, Isabel García y Sonia Somoza, con Dolores Tamariz de suplente.
En el palmarés como gimnasta de Manzanera, destaca la medalla de bronce que obtuvo el conjunto español en el concurso general del Campeonato Europeo de 1984 en Viena. La integrantes del conjunto que logró esta medalla eran Virginia, Pilar Domenech, María Fernández (capitana), Eva Obalat, Nancy Usero y Graciela Yanes, además de Rocío Ducay y Ofelia Rodríguez como suplentes. Tras este logro les fue concedida a todas la Medalla al Mérito Gimnástico de 1984, galardón de la Real Federación Española de Gimnasia que les fue entregado en 1985 en una ceremonia presidida por Alfonso de Borbón y Dampierre, duque de Cádiz, entonces presidente del COE. 
En 1985, ya como gimnasta individual de la selección española, participó en el Campeonato Mundial de Gimnasia Rítmica de 1985, que se disputó en su tierra natal, Valladolid. En el mismo obtuvo el 22º puesto en la general individual.

### Retirada de la gimnasia
Tras su retirada se convirtió en entrenadora, llegando a entrenar a las también gimnastas de la selección Alicia Martín o Amaya Cardeñoso en el entonces recién inaugurado Centro de Tecnificación de Castilla y León. Posteriormente decidió dejar de entrenar, y en la actualidad dirige una empresa que se dedica a la fabricación de cajas de madera para vino. Una sobrina suya compite en gimnasia rítmica a nivel nacional.

## Legado e influencia

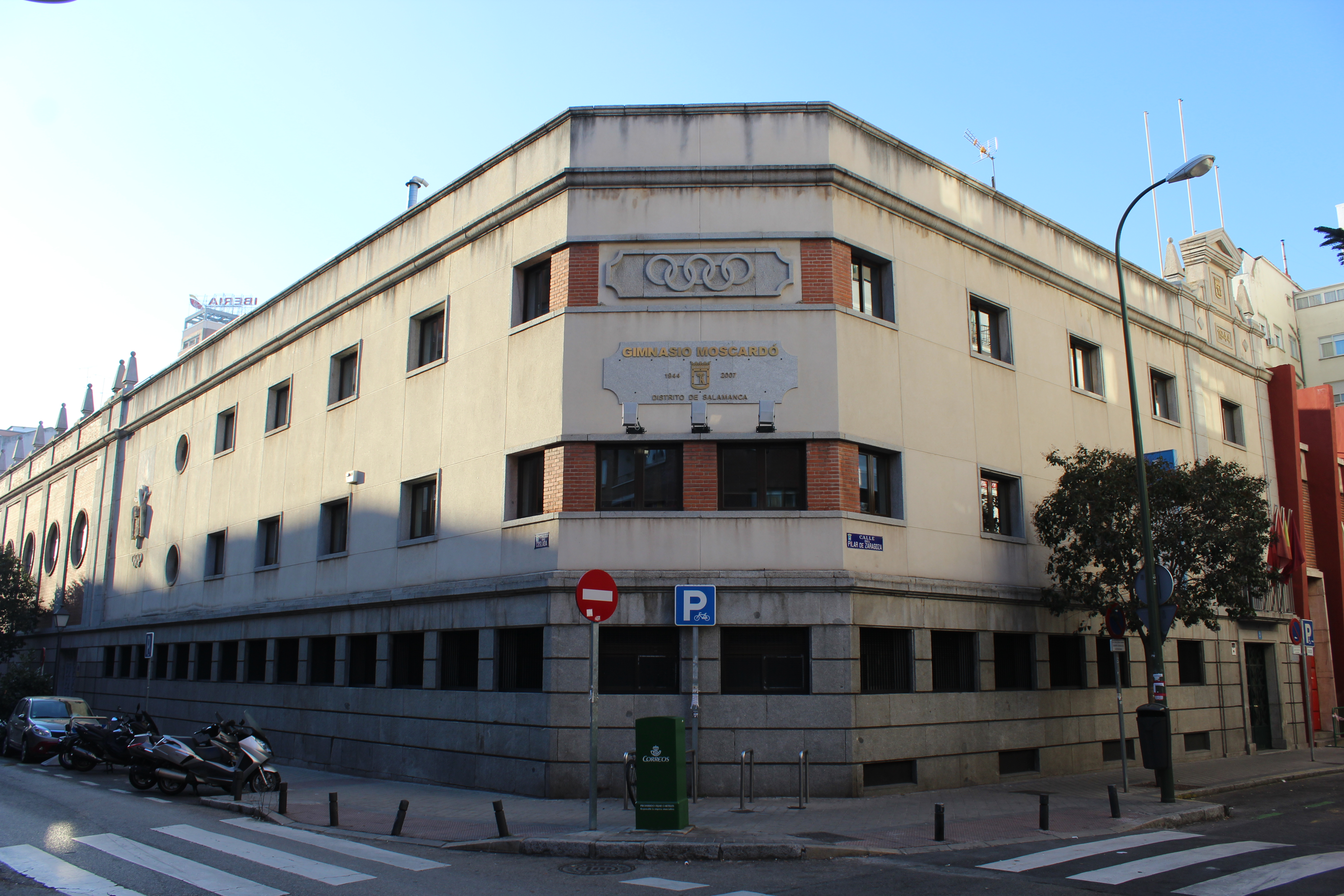
El Gimnasio Moscardó, en el distrito de Salamanca (Madrid), fue el lugar de entrenamiento de la selección nacional de gimnasia rítmica hasta 1997.

La medalla de bronce en el Europeo de Viena en 1984 fue la primera para el conjunto español desde 1975, e inició un amplio periodo de consecución de preseas internacionales. En una entrevista en 2016, la capitana de aquel conjunto, María Fernández Ostolaza, destacaba la importancia de esa medalla para la gimnasia rítmica española:

«En aquella época, nosotras lo que queríamos era derrocar a los países del Este [...] Como las medallas eran siempre Rusia, Bulgaria y Checoslovaquia, lo nuestro fue un grandísimo hito y el bronce del Europeo sí que fue una hazaña para el equipo. Fue el inicio de algo».
—María Fernández, en declaraciones en 2016 a Córner-rítmica

## Música de los ejercicios
| Año         | Aparatos           | Música       |
| ----------- | ------------------ | ------------ |
| 1982        | 6 pelotas          | Desconocida. |
| 1983 - 1984 | 3 aros y 3 cuerdas | Desconocida. |
| 1984        | 3 aros y 3 cuerdas | Desconocida. |

## Palmarés deportivo

### Selección española
| 1982 - Campeonato de Europa de Stavanger 4º puesto en concurso general 1983 - Final de la Copa del Mundo en Belgrado 4º puesto en concurso general - Campeonato del Mundo de Estrasburgo 5º puesto en concurso general | 1984 - Campeonato de Europa de Viena Bronce en concurso general 1985 - Copa Internacional Ciudad de Barcelona 5º puesto en concurso general - Campeonato del Mundo de Valladolid 22º puesto en concurso general |

## Premios, reconocimientos y distinciones
- Medalla al Mérito Gimnástico de 1984, otorgada por la Real Federación Española de Gimnasia (1984)[10]